# Куцевол, Василий Степанович
Васи́лий Степа́нович Куцево́л (1920—2001) — советский государственный и партийный деятель. Член ВКП(б) с 1947 года.

## Биография
Украинец. Родился в крестьянской семье 1 августа 1920 г. в с. Яновка (теперь Кропивницкого р-на Кировоградской обл.). Обучался в Николаевском судостроительном институте.
После окончания института с 1942 по 1944 гг. работал на промышленных предприятиях Ярославля и Киева — начальником бюро технического усовершенствования.
С 1944 по 1945 гг. работал 1-м секретарем Сталинского районного комитета комсомола города Киева.
С 1945 по 1952 гг. работал главным механиком Львовского междуобластного спиртотреста, начальником цеха Львовского механического завода, старшим инженером, главным инженером Львовского завода «Водомер».
С 1952 года на партийной работе: инструктор, заместитель заведующего промышленно-транспортным отделом Львовского областного комитета КП Украины (1952—1955), заведующий промышленно-транспортным отделом Львовского областного комитета КП Украины (1955—1961), заместитель председателя Львовского совнархоза (1961), затем в аппарате ЦК КП Украины, заведующий отделом легкой и пищевой промышленности ЦК КП Украины (1961—1962).
Первый секретарь Львовского горкома КПСС (январь—декабрь 1962).
В декабре 1962 года В. Куцевол был назначен 1-м секретарем Львовского областного комитета КП Украины. На этой должности проработал всего месяц до января 1963 года.
В ходе инициированных Н. С. Хрущёвым реорганизаций партийного и хозяйственного аппарата, был назначен 1-м секретарем Львовского промышленного областного комитета КП Украины (до декабря 1964 года).
После освобождения Хрущева с поста Первого секретаря ЦК КПСС, вновь возглавил восстановленный Львовский областной комитет Компартии Украины. Работал на этой должности до ноября 1973 года.
Затем в ноябре 1973—марте 1986 гг. В.Куцевол — председатель Комитета народного контроля Украинской ССР.
Кандидат в члены ЦК КПСС (1966—1971), член ЦК КПСС (1971—1976). Избирался депутатом Верховного Совета СССР 7-го — 9-го созывов.
С 1986 года — на пенсии в городе Киеве.
Награждён двумя орденами Ленина, тремя орденами Трудового Красного Знамени, орденом Октябрьской Революции, медалями.
Умер в марте 2001 г.